# 门岑多夫
门岑多夫是德国梅克伦堡-前波美拉尼亚州的一个市镇。总面积9.79平方公里，总人口257人，其中男性143人，女性114人（2011年12月31日），人口密度26人/平方公里。